# متغیر پنهان
متغیرهای پنهان (به انگلیسی: Latent variables) (در برابر متغیرهای مشاهده‌شدنی observable) در آمار، متغیرهایی هستند که به صورت مستقیم قابل مشاهده نیستند اما از میان متغیرهای دیگر که قابل مشاهده هستند توسط یک الگوی ریاضی استنباط می‌شوند.
آنها همچنین گاهی تحت عنوان متغیرهای پنهان، پارامترهای مدل، متغیرهای فرضی یا ساختارهای فرضی شناخته می‌شوند.
استفاده از متغیرهای پنهان در علوم اجتماعی، اقتصاد، پزشکی و تا حدی روباتیک متداول است اما تعریف دقیق یک متغیر پنهان در این رشته‌ها کمی متفاوت است.
مثال‌هایی از متغیرهای پنهان در حوزه اقتصاد عبارتند از: کیفیت زندگی، اطمینان کار، روحیه، خوشحالی و اصول محافظه‌کاری.
اینها متغیرهایی هستند که مستقیماً نمی‌توان آنها را سنجید.
با این وجود یک مدل اقتصادی را می‌توان از پیوند این متغیرهای پنهان با متغیرهای مشاهده شده (از قبیل تولید ناخالص داخلی) به دست آورد و مقادیر متغیرهای پنهان را از متغیرهای مشاهده شده محاسبه و استنباط نمود.